# Heterocola longipalpis
Heterocola longipalpis är en stekelart som beskrevs av Kolarov och Ahmet Beyarslan 1994. Heterocola longipalpis ingår i släktet Heterocola och familjen brokparasitsteklar. Inga underarter finns listade i Catalogue of Life.